# Lijst van voetbalinterlands Bangladesh - Filipijnen (vrouwen)
Deze lijst van voetbalinterlands is een overzicht van alle officiële voetbalinterlands tussen de nationale vrouwenteams van Bangladesh en de Filipijnen. De landen hebben tot nu toe één keer tegen elkaar gespeeld.

## Wedstrijden
| № | Plaats | Datum       | Competitie                                | Wedstrijd               | Uitslag |
| - | ------ | ----------- | ----------------------------------------- | ----------------------- | ------- |
| 1 | Dhaka  | 25 mei 2013 | Aziatisch kampioenschap 2014 kwalificatie | Bangladesh − Filipijnen | 0 − 4   |

## Samenvatting
| Competitie                           | Totaal gespeeld | Winst Bangladesh | Gelijk | Winst Filipijnen | Doelsaldo Bangladesh – Filipijnen |
| ------------------------------------ | --------------- | ---------------- | ------ | ---------------- | --------------------------------- |
| Aziatisch kampioenschap kwalificatie | 1               | 0                | 0      | 1                | 0 − 4                             |
| Totaal                               | 1               | 0                | 0      | 1                | 0 − 4                             |